# Sonate K. 514
La sonate K.514 (F.458/L.1) en ut majeur est une œuvre pour clavier du compositeur italien Domenico Scarlatti.

## Présentation
La sonate K. 514, notée Allegro, forme une paire avec la sonate suivante. Le catalogue Longo s'ouvre sur cette sonate, séparant les deux œuvres alors que leur style est proche.

## Manuscrits
Les sources principales sont le premier numéro du volume XIII (Ms. 9784) du manuscrit de Venise XIII (1757), copié pour Maria Barbara ; les autres sont Parme XV 1 (Ms. A. G. 31420), Münster I 57 (Sant Hs 3964) et Vienne D 7 (VII 28011 D).

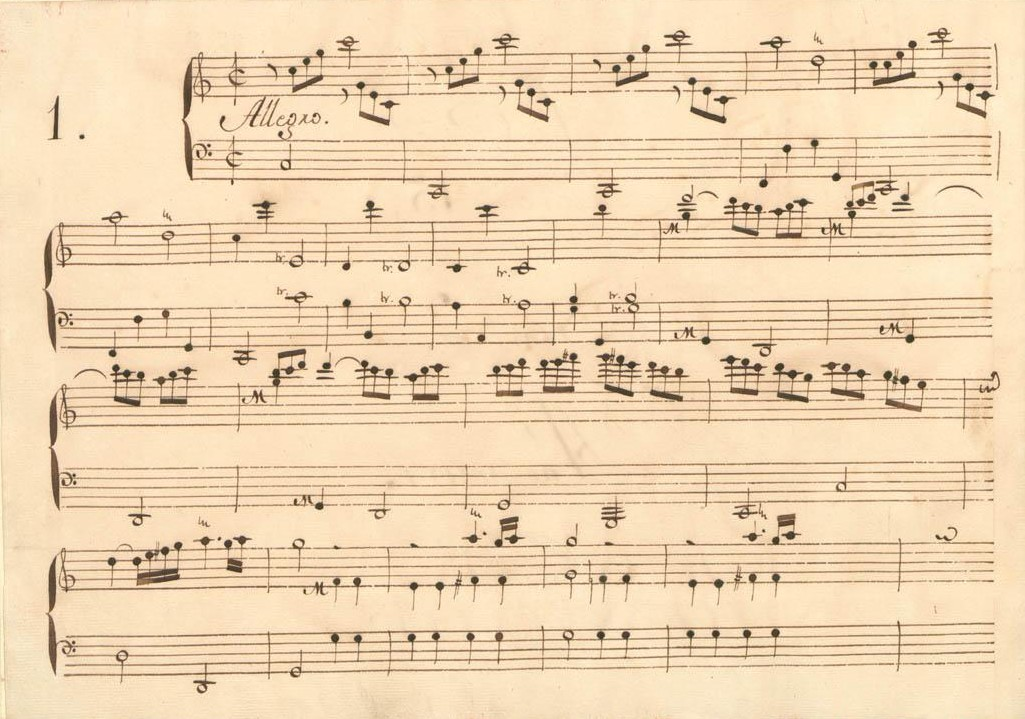
Parme XV 1.
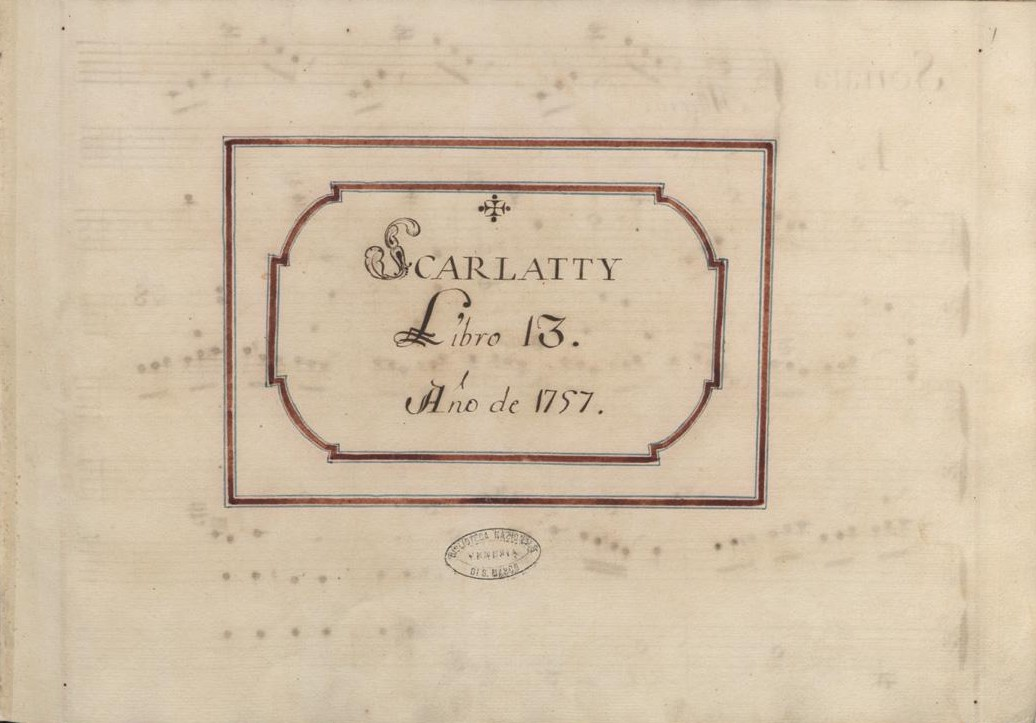
Venise XIII, page de titre.
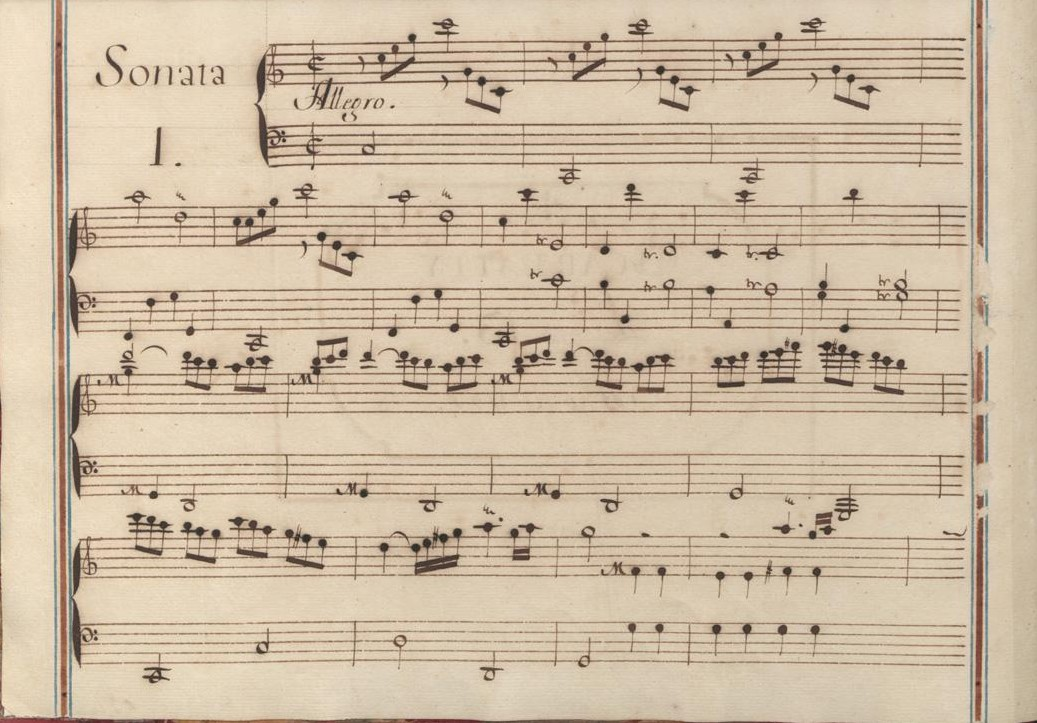
Venise XIII 1.
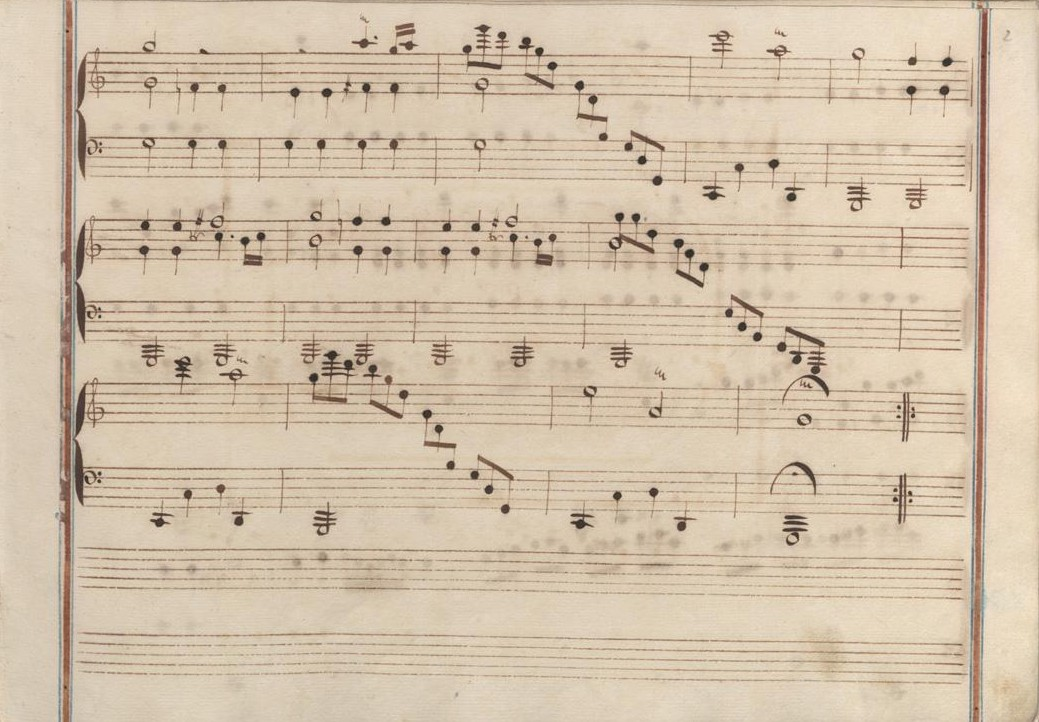
Venise XIII 1 (fin de la première section).
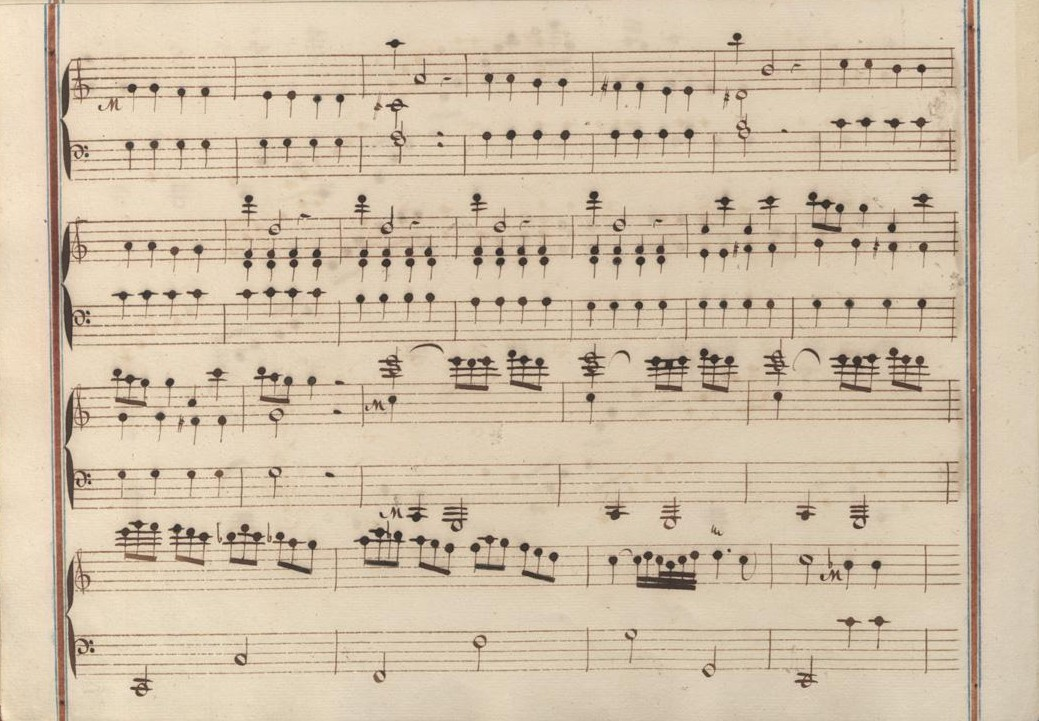
Venise XIII 1 (début de la seconde section).
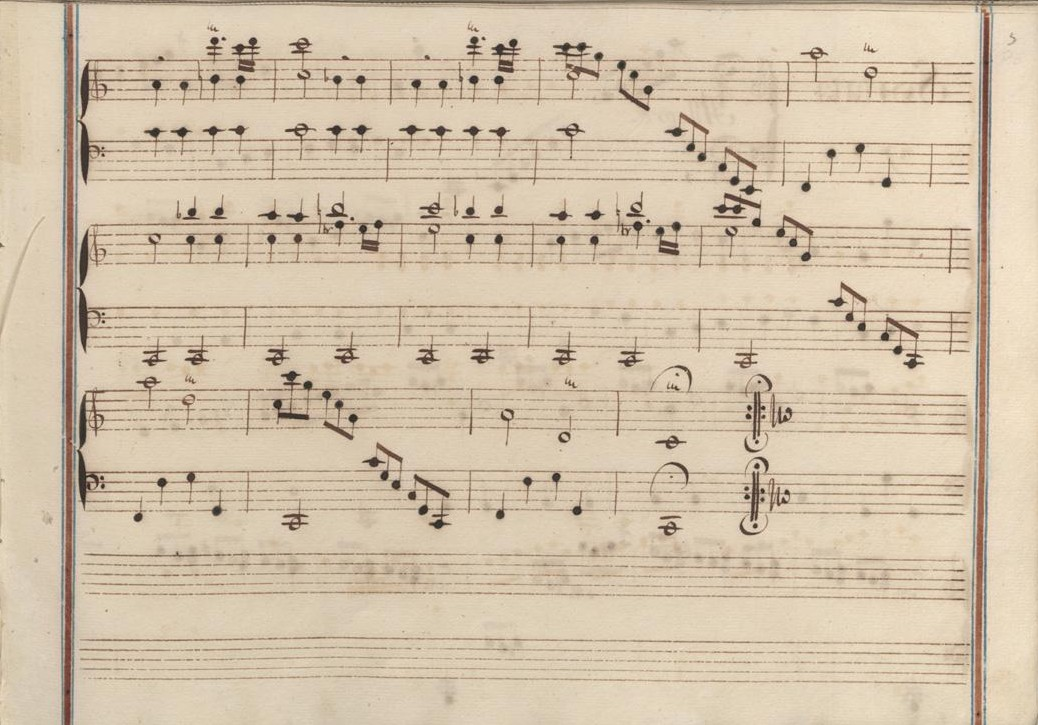
Venise XIII 1 (fin de la sonate).

## Interprètes
La sonate K. 514 est jouée au piano notamment par Christian Zacharias (1979, EMI), András Schiff (1987, Decca), Alexandre Tharaud (2010, Virgin), Boris Bloch (2013, Ars Produktion, vol. 6), Christian Ihle Hadland (2018, Simax) et Bruno Vlahek (2019, Naxos) ; au clavecin, l'enregistrent Scott Ross (1985), Trevor Pinnock (1986, Archiv), Robert Woolley (1987, EMI), Colin Tilney (1995, Music & Arts), Sergio Vartolo (Bongiovanni), Richard Lester, (2004, Nimbus, vol. 5) et Pieter-Jan Belder (2007, Brilliant Classics, vol. 11).

## Sources
: document utilisé comme source pour la rédaction de cet article.
- Ralph Kirkpatrick (trad. de l'anglais par Dennis Collins), Domenico Scarlatti, Paris, Lattès, coll. « Musique et Musiciens », 1982 (1re éd. 1953 (en)), 493 p. (ISBN 978-2-7096-0118-4, OCLC 954954205, BNF 34689181).
- Alain de Chambure, « Domenico Scarlatti, Intégrale des sonates — Scott Ross », Erato/Éditions Costallat (2564-62092-2 (livret : 2292-45309-2)), 1985 (OCLC 891183737) .